# Albert Hedström
Nils Albert Hedström, född 11 mars 1872 i Helsingborgs stadsförsamling, död 26 juni 1948 i Helsingborgs Gustav Adolfs församling,  var en svensk trädgårdsmästare.
Hedström, som var son till köpman Carl Evald Hedström och Julie Marie Auguste Janentzky, var verksam som handelsträdgårdsmästare i födelsestaden och sedermera direktör för AB Sofiebergs Handelsträdgård på Sofieberg. Han var konungens och kronprinsens hovleverantör. Han var ordförande i styrelsen för Råsets andelsbränsleförening och i AB Albert Hedströms Blomsterhandel i Malmö samt styrelseledamot i Skånska trädgårdsföreningen. Hedström är begravd på Nya kyrkogården i Helsingborg.